# Sciapus venestus
Sciapus venestus är en tvåvingeart som beskrevs av Henk J.G. Meuffels 1977. Sciapus venestus ingår i släktet Sciapus och familjen styltflugor. Inga underarter finns listade i Catalogue of Life.